# Моисеев, Борис Васильевич
Борис Васильевич Моисеев (24 ноября 1935 года в городе Луге Ленинградской области, РСФСР, СССР) — советский и российский журналист, политический деятель, депутат Государственной Думы ФС РФ первого созыва (1993—1995).

## Биография
В 1959 году получил высшее образование по специальности «филолог, журналист» в Ленинградском государственном университете имени А. А. Жданова. С 1959 по 1966 год работал литературным сотрудником, заведующим отделом в газете «Смена» и «Ленинградская правда». С 1965 года член КПСС. С 1966 по 1970 год возглавлял молодёжную радиостанцию «Невская волна». С 1970 по 1990 год работал в журнале Совета народных депутатов «Народный депутат», в 1990 году был первым заместителем главного редактора журнала. С 1990 по 1993 год работал в Москве заместителем главного редактора «Юридической газеты». С 1991 года занимался освещением деятельности ЛДПР в прессе.
В 1993 году был избран депутатом Государственной думы Федерального Собрания Российской Федерации первого созыва. В Государственной думе был членом комитета по экологии, входил во фракцию Либерально-демократической партии России.